# Royal Dano
Pour les articles homonymes, voir Dano.

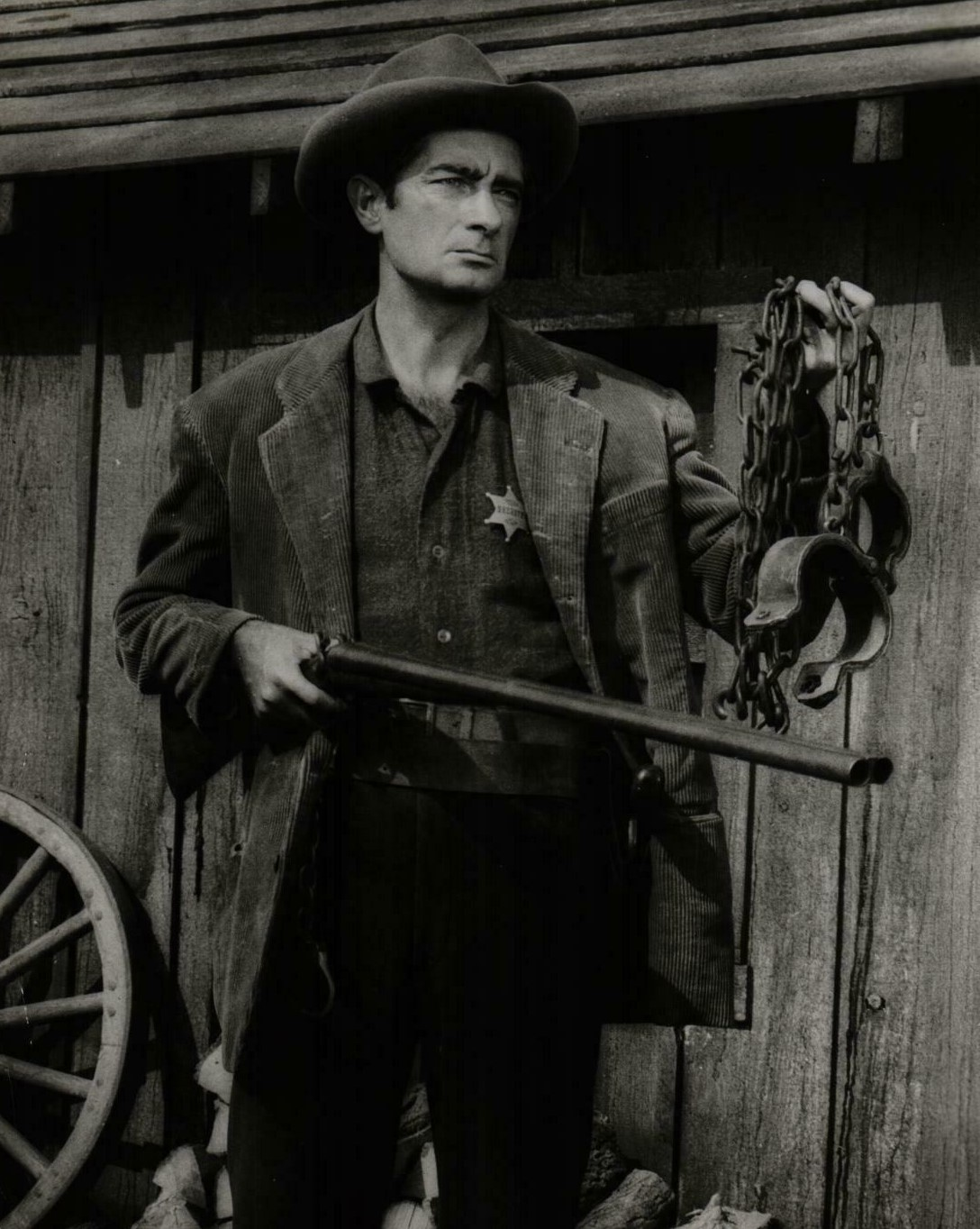
Dans Les Aventuriers du fleuve (1960)

Royal Edward Dano, né le 16 novembre 1922 à New York et mort le 15 mai 1994 à Los Angeles, est un acteur américain.

## Biographie
Royal Dano apparaît au cinéma entre 1950 et 1993, en particulier dans des westerns, réalisés notamment par Anthony Mann, dont Je suis un aventurier (1954). En dehors du western, un de ses rôles les mieux connus est celui d’Elijah dans Moby Dick (1956) de John Huston.
À la télévision, il participe à de nombreuses séries, ainsi qu'à des téléfilms, de 1952 à 1990, le genre du western étant bien représenté, là aussi (entre autres, avec les séries Gunsmoke, Le Virginien ou Rawhide).
Au théâtre, il joue à Broadway de 1947 à 1952, dans quatre pièces et deux comédies musicales.

## Filmographie partielle

### Au cinéma
- 1950 : Les flics ne pleurent pas (Undercover Girl) de Joseph Pevney
- 1951 : Les Frères Barberousse (Flame of Araby) de Charles Lamont
- 1952 : Les Affameurs (Bend of the River) d'Anthony Mann
- 1952 : Un amour désespéré (Carrie) de William Wyler
- 1952 : La Charge victorieuse (The Red Badge of Courage) de John Huston
- 1954 : Je suis un aventurier (The Far Country) d'Anthony Mann
- 1954 : Johnny Guitare (Johnny Guitar) de Nicholas Ray
- 1955 : Mais qui a tué Harry ? (The Trouble with Harry) d'Alfred Hitchcock
- 1956 : Tension à Rock City (Tension at Table Rock) de Charles Marquis Warren
- 1956 : La Loi de la prairie (Tribute to a Bad Man) de Robert Wise
- 1956 : Moby Dick de John Huston
- 1956 : Les Révoltés de Santiago (Santiago) de Gordon Douglas
- 1957 : Meurtrière ambition (Crime of Passion) de Gerd Oswald
- 1957 : Femme d'Apache (Trooper Hook) de Charles Marquis Warren
- 1957 : Le Salaire du diable (Man in the Shadow) de Jack Arnold
- 1958 : Libre comme le vent (Saddle the Wind) de Robert Parrish
- 1958 : L'Homme de l'Ouest (Man of the West) d'Anthony Mann
- 1959 : Le Vagabond des Bois Maudits (Hound-Dog Man) de Don Siegel
- 1959 : Duel dans la boue (These Thousand Hills) de Richard Fleischer
- 1960 : La Ruée vers l'Ouest (Cimarron) d'Anthony Mann
- 1960 : Les Aventuriers du fleuve (The Adventures of Huckleberry Finn) de Michael Curtiz
- 1961 : Le Roi des rois (King of Kings) de Nicholas Ray
- 1961 : Les Cavaliers de l'enfer (Posse from Hell) de Herbert Coleman (de)
- 1964 : Le Cirque du docteur Lao (7 Faces of Dr Lao) de George Pal
- 1966 : La Parole est au colt (Gunpoint) d'Earl Bellamy
- 1967 : Le Pistolero de la rivière rouge (The Last Challenge) de Richard Thorpe
- 1967 : Welcome to Hard Times de Burt Kennedy
- 1968 : Le Jour des apaches (Day of the Evil Gun) de Jerry Thorpe
- 1968 : Ramenez-le mort ou vif ! (en) (If He Hollers Let Him Go) de Charles Martin
- 1969 : Les Géants de l'Ouest (The Undefeated) d'Andrew V. McLaglen
- 1969 : Une poignée de plombs (Death of a Gunfighter), de Don Siegel et Robert Totten
- 1971 : Skin Game de Paul Bogart et Gordon Douglas
- 1972 : La Légende de Jesse James (The Great Northfield Minnesota Raid) de Philip Kaufman
- 1973 : Les Cordes de la potence (Cahill U.S. Marshall) d'Andrew V. McLaglen
- 1973 : Messiah of Evil de Willard Huyck : ""Narrateur et Joseph Long
- 1974 : Super Nanas (en) (Big Bad Mama) de Steve Carver
- 1975 : The Wild Party de James Ivory
- 1975 : Capone de Steve Carver
- 1976 : Ordure de flic (The Killer inside Me) de Burt Kennedy
- 1976 : Josey Wales hors-la-loi (The Outlaw Josey Wales) de Clint Eastwood
- 1976 : L'Enfer des mandingos (Drum) de Steve Carver et Burt Kennedy
- 1976 : Bad Georgia Road
- 1982 : Hammett de Wim Wenders
- 1983 : La Foire des ténèbres (Something wicked this Way comes) de Jack Clayton
- 1983 : L'Étoffe des héros (The Right Stuff) de Philip Kaufman
- 1984 : Ras les profs ! (Teachers) d'Arthur Hiller
- 1987 : Ghoulies 2 d'Albert Band
- 1987 : House 2 : La Deuxième Histoire (House II : The Second Story) d'Ethan Wiley
- 1988 : Les clowns tueurs venus d'ailleurs (Killer Klowns from Outer Space) de Stephen Chiodo (en)
- 1993 : La Part des ténèbres (The Dark Half) de George Andrew Romero

### À la télévision

#### Séries télévisées
- 1955-1971 : Gunsmoke ou Police des plaines (Gunsmoke ou Marshal Dillon)
  - Saison 1, épisode 5 Obie Tater de Charles Marquis Warren (1955) et épisode 30 The Preacher de Robert Stevenson (1956)
  - Saison 9, épisode 25 Now that April's here d'Andrew V. McLaglen (1964)
  - Saison 10, épisode 2 Crooked Mile d'Andrew V. McLaglen (1964) et épisode 17 Deputy Festus (1965)
  - Saison 11, épisode 17 Sweet Billy, Singer of Songs d'Alvin Ganzer (1966)
  - Saison 13, épisodes 4 et 5 Vengeance, Parts I & II de Richard C. Sarafian (1967) et épisode 7 Hard Luck Henry (1967)
  - Saison 15, épisode 2 Stryker de Robert Totten (1969) et épisode 24 The Thieves (1970)
  - Saison 16, épisode 16 Captain Sligo de William Conrad (1971)
  - Saison 17, épisode 1 The Lost de Robert Totten (1971)
- 1957-1960 : Alfred Hitchcock présente (Alfred Hitchcock presents)
  - Saison 2, épisode 17 My Brother, Richard (1957)
  - Saison 5, épisode 33 Party Line (1960)
- 1959 : Au nom de la loi (Wanted : Dead or Alive)
  - Saison 2, épisode 3 Le Prétendant (The Matchmaker) de Frank McDonald
- 1959-1962 : L'Homme à la carabine (The Rifleman)
  - Saison 1, épisode 16 The Sheridan Story (1959) et épisode 34 A Matter of Faith de Don Taylor (1959)
  - Saison 2, épisode 17 A Case of Identity (1960)
  - Saison 4, épisode 8 Honest Abe de Joseph H. Lewis (1961) et épisode 28 Day of Reckoning de Lawrence Dobkin (1962)
- 1959-1963 : La Grande Caravane (Wagon Train)
  - Saison 2, épisode 31 The Kate Parker Story de Tay Garnett (1959)
  - Saison 7, épisode 5 The Robert Harrison Clarke Story de William Witney (1963)
- 1961 : Route 66 (titre original)
  - Saison 1, épisode 23 Most vanquished, Most victorious
- 1962 : Le Gant de velours (The New Breed)
  - Saison unique, épisode 17 Care is no Cure
- 1962-1965 : Rawhide
  - Saison 5, épisode 12 Incident at Quivira de Christian Nyby (1962)
  - Saison 6, épisode 14 Incident at Ten Trees de Ted Post (1964)
  - Saison 7, épisode 4 The Lost Herd (1964) et épisode 18 Texas Fever (1965)
- 1962-1966 : Le Virginien (The Virginian)
  - Saison 1, épisode 5 The Brazen Bell (1962) et épisode 18 Say Goodbye to all that de William Witney (1963)
  - Saison 2, épisode & Ride a Dark Trail (1963)
  - Saison 4, épisode 6 Ring of Silence (1965) et épisode 29 A Bald-Faced Boy d'Earl Bellamy (1966)
- 1962-1967 : Bonanza
  - Saison 3, épisode 21 Gift of Water (1962)
  - Saison 7, épisode 11 The Reluctant Rebel de R.G. Springsteen (1965)
  - Saison 8, épisode 29 The Man without Land (1967)
- 1964 : Le Fugitif (The Fugitive)
  - Saison 2, épisode 4 When the Bough breaks de Ralph Senensky
- 1964 : Suspicion (The Alfred Hitchcock Hour)
  - Saison 3, épisode 2 Change of Adress
- 1965-1970 : Les Aventuriers du Far West (Death Valley Days)
  - Saison 13, épisode 15 The Trouble with Taxes (1965)
  - Saison 14, épisode 6 Traveling Trees (1965)
  - Saison 16, épisode 23 The Other Side of the Mountains (1968)
  - Saison 18, épisode 11 The Mezcla Man de Jack Hively (1970) et épisode 13 Simple Question of Justice de Jean Yarbrough (1970)
- 1966 : Perdus dans l'espace (Lost in Space)
  - Saison 1, épisode 27 The Lost Civilization
- 1966-1967 : Le Cheval de fer (The Iron Horse)
  - Saison 1, épisode 15 A Dozen Ways to kill a Man (1966) et épisode 17 Welcome for the General (1967)
- 1966-1967 : Daniel Boone
  - Saison 2, épisode 28 Cibola (1966)
  - Saison 4, épisode 7 The Inheritance de Nathan Juran (1967)
- 1966-1969 : La Grande Vallée (The Big Valley)
  - Saison 1, épisode 22 The Death Merchant (1966) et épisode 14 Hide the Children (1966)
  - Saison 3, épisode 6 Ladykiller (1967)
  - Saison 4, épisode 14 Joshua Watson de Virgil W. Vogel (1969)
- 1967 : Cimarron
  - Saison unique, épisode 3 Soir de fête (Broken Wing) de Sam Wanamaker et épisode 11 Le Monstre de la vallée (The Beast that walks like a Man)
- 1967-1970 : Sur la piste du crime (The F.B.I.)
  - Saison 3, épisode 12 The Legend of John Rim d'Alvin Ganzer (1967)
  - Saison 6, épisode 1 The Condemned de Virgil W. Vogel (1970)
- 1968 : Les Bannis (The Outcasts)
  - Saison unique, épisode 6 Les Héros (The Heroes)
- 1970 : Hawaï police d'État (Hawaii Five-0)
  - Saison 3, épisode 15 Paniolo de Michael O'Herlihy
- 1973 : Kung Fu
  - Saison 1, épisode 7 Neuf vies pour une (Nine Lives)
- 1973 : Cannon
  - Saison 3, épisodes 1 et 2 À charge de revanche, 1re et 2e parties (He who digs a Grave) de Richard Donner
- 1974 : La Planète des singes (Planet of the Apes)
  - Saison unique, épisode 1 L'évasion est pour demain (Escape from Tomorrow) de Don Weis
- 1975 : Police Story
  - Saison 3, épisode 7 The Test of Brotherhood de Don Medford
- 1976 : Sur la piste des Cheyennes (The Quest)
  - Saison unique, épisode 2 The Captive de Barry Shear
- 1977 : Feuilleton La Conquête de l'Ouest (How the West was won) : rôle d’Elam Hanks
- 1980-1981 : La Petite Maison dans la prairie (Little House on the Prairie)
  - Saison 6, épisode 12 Ne coupez pas ! (Crossed Connections) de Michael Landon (1980) : Harold
  - Saison 7, épisodes 17 et 18 Sylvia (1/2) et (2/2) de Michael Landon (1981) : M.. Webb
- 1982 : L'Île fantastique (Fantasy Island)
  - Saison 5, épisode 16 The Challenge / A Genie named Joe
- 1983 : Chips
  - Saison 6, épisode 21 Le Monstre de la nuit (Things that go creep in the Night)
- 1986 : Histoires fantastiques (Amazing Stories)
  - Saison 1, épisode 15 Le Dernier Verre (One for the Road) de Thomas Carter et épisode 16 Le Collectionneur (Gather ye acoms)
- 1990 : Twin Peaks
  - Saison 2, épisode 4 Laura's Secret Diary de Todd Holland et épisode 5 The Orchids Curse de Graeme Clifford

#### Téléfilms
- 1956 : Cavalry Patrol de Charles Marquis Warren
- 1966 : Un nommé Kiowa Jones (The Dangerous Days of Kiowa Jones) de Alex March
- 1970 : Run, Simon, Run (en) de George McCowan
- 1972 : Decisions ! Decisions ! (en) d'Alex Segal
- 1972 : Chasseur d'homme (The Manhunter) de Don Taylor
- 1972 : Le Loup de la nuit (Moon of the Wolf) de Daniel Petrie
- 1975 : Huckleberry Finn (en) de Robert Totten
- 1978 : Crash (en) de Barry Shear
- 1979 : La Dernière Chevauchée des Dalton (The Last Ride of the Dalton Gang) de Dan Curtis
- 1981 : Joe Dancer - La Loi d'Hollywood (Joe Dancer : The Big Trade) de Reza Badiyi
- 1983 : Will there really be a Morning ? de Fielder Cook
- 1983 : Murder One, Dancer 0 de Reza Badiyi
- 1987 : LBJ : The Early Years (en) de Peter Werner
- 1988 : Le Dernier Western (Once Upon a Texas Train) de Burt Kennedy

## Théâtre (à Broadway)
- 1947-1948 : Finian's Rainbow, comédie musicale, musique de Burton Lane, lyrics de Yip Harburg, livret de Yip Harburg et Fred Saidy (en), orchestrations de Robert Russell Bennett et Don Walker, mise en scène de Bretaigne Windust, chorégraphie de Michael Kidd, avec Albert Sharpe, David Wayne, Sonny Terry
- 1949 : Mrs. Gibbons' Boys (en), pièce de Will Glickman (en) et Joseph Stein (en), mise en scène et production de George Abbott, avec Francis Compton, Glenda Farrell, Ray Walston
- 1949 : Metropole, pièce de William Walden, mise en scène de George S. Kaufman, avec Arlene Francis, Lee Tracy
- 1950 : She stoops to conquer (en), pièce d'Oliver Goldsmith, mise en scène de Morton DaCosta, avec Brian Aherne, Burl Ives
- 1951 : Four Twelves are 48, pièce de Joseph Kesselring, mise en scène d'Otto Preminger, avec Ludwig Donath, Anne Revere, Ernest Truex
- 1952 : Three Wishes for Jaimie (en), comédie musicale, musique et lyrics de Ralph Blane (en), livret de Charles O'Neal (en) et Abe Burrows (en), orchestrations de Robert Russell Bennett, chorégraphie de Ted Cappy, Herbert Ross et Eugene Loring, avec Anne Jeffreys, Ralph Morgan

## Voix françaises
- Michel Gudin dans :
  - Le Roi des rois
  - Le Jour des Apaches

Et aussi :
- Lucien Bryonne dans Johnny Guitare
- Jean-Claude Michel dans Mais qui a tué Harry ?
- Raymond Loyer dans La Loi de la prairie
- Michel André dans Moby Dick
- Jean Amadou dans Duel dans la boue
- Pierre Leproux dans La Ruée vers l'Ouest
- Jean Berton dans La parole est au colt
- Jean Violette dans Un nommé Kiowa Jones (téléfilm - doublé en 1982)
- Philippe Dumat dans Le Pistolero de la rivière rouge
- René Arrieu dans Les Géants de l'Ouest
- René Bériard dans Une poignée de plombs
- Paul Villé dans La Légende de Jesse James
- Raoul Delfosse dans The Wild Party
- Serge Sauvion dans Josey Wales hors-la-loi
- Roger Crouzet dans Hammett
- Henri Labussière dans La Foire des ténèbres
- Roger Rudel dans Twin Peaks